# Il tuttomio
Il tuttomio è un romanzo di Andrea Camilleri pubblicato da Mondadori editore nel 2013.

## Trama
La trama rimanda in più punti al torbido fatto di cronaca dei marchesi Casati Stampa e cita indirettamente i grandi romanzi come Santuario di William Faulkner e L'amante di Lady Chatterley di David Herbert Lawrence caratterizzati da un forte erotismo, un elemento dello stile di scrittura di Camilleri già presente in precedenti romanzi che diviene qui, con toni ironici, più coinvolgente e centrale nel racconto che vede protagonista Arianna, una bellissima giovane di 33 anni, dal carattere infantile che ha colpito Giulio che l'ha sposata attirato anche dalla sua sensuale spontaneità e ingenuità.
Giulio non vuole che manchi niente alla sua sposa bambina ma non può, a causa di un grave incidente subito anni addietro, soddisfarla in tutto, per cui le offre ogni giovedì l'incontro con giovani uomini che possano darle ciò che a lui manca.
Tutto avviene con la piena consapevolezza e sincerità tra i due ma Giulio sente che Arianna gli cela qualcosa del suo passato. Arianna nasconde infatti molti inconfessabili segreti e quello più riposto è quello del "tuttomio", un angolo della soffitta dove si confidava con la sua unica amica Stefania.

## Edizioni
- Andrea Camilleri, Il tuttomio, Prima ed., Scrittori Italiani e Stranieri, Mondadori, 2013,  p. 156, ISBN 88-04-62455-8.